# Tomoko Aran
Tomoko Aran (jap. 亜蘭知子 Aran Tomoko; właśc. Tomoko Yamaguchi, ur. 14 stycznia 1958 w Hirosaki) – japońska piosenkarka, kompozytorka i autorka tekstów.
Od 1978 współpracowała z wytwórnią Being jako autorka tekstów. Jej debiutancki singiel Kanashiki Vaudevillian ukazał się w 1981. W latach 1987–1989 oraz po jego reaktywacji w 2006 występowała w zespole Nagisa no All Stars. W latach 90. XX wieku pisała teksty piosenek innych wykonawców wydawanych przez Being, m.in. TUBE i B’z. Przez pewien czas była żoną prezesa Being Nagato Daiko. W 2010 powróciła do występów live.

## Dyskografia
Albumy
- 1981: Shinkeisuijyaku
- 1982: Shikisaikankaku
- 1983: Fuuyu Kuukan
- 1984: MORE RELAX
- 1985: IMITATION LONELY
- 1986: Last Good-bye
- 1987: MIND GAMES
- 1989: Stay In My Eyes
- 1990: Sunny Side Memories
- 2011: GOLDEN☆BEST The Best

Single
- 1981: Kanashiki Vaudevillian
- 1983: BODY TO BODY
- 1984: Drive To Love Ai no umi e
- 1985: LOVE CONNECTION
- 1986: Till The End Of The World
- 1989: Aki
- 1990: Everything